# Famila
Famila è un marchio della grande distribuzione organizzata utilizzato da diversi gruppi commerciali indipendenti di supermercati attivi in Italia e Germania.
È un marchio concesso in Italia al gruppo Selex (18 imprese regionali associate) dalla Centrale Famila di Heidelberg, in Germania usato per le insegne dei supermercati e di quelli integrati.
Il marchio viene declinato a seconda della dimensione del punto vendita: per i superstore e gli ipermercati sono usate rispettivamente le insegne Famila Superstore e IperFamila, invece, per le superfici più piccole vengono utilizzate Famila e Famila market.
Le imprese distributive associate al Gruppo Selex che utilizzano l'insegna sono: Arca SpA, CDS SpA, Maxi Di Srl, Megamark Srl, Unicomm Srl . In passato questa insegna era utilizzata anche da Roberto Abate SpA (uscita dal gruppo per la cessione dei negozi nel dicembre 2018), L'Abbondanza SpA, Dimar Srl, Mida 3 (quest'ultima acquisita da Megamark nel 2003).
In Germania il marchio è condiviso da circa 5 società.

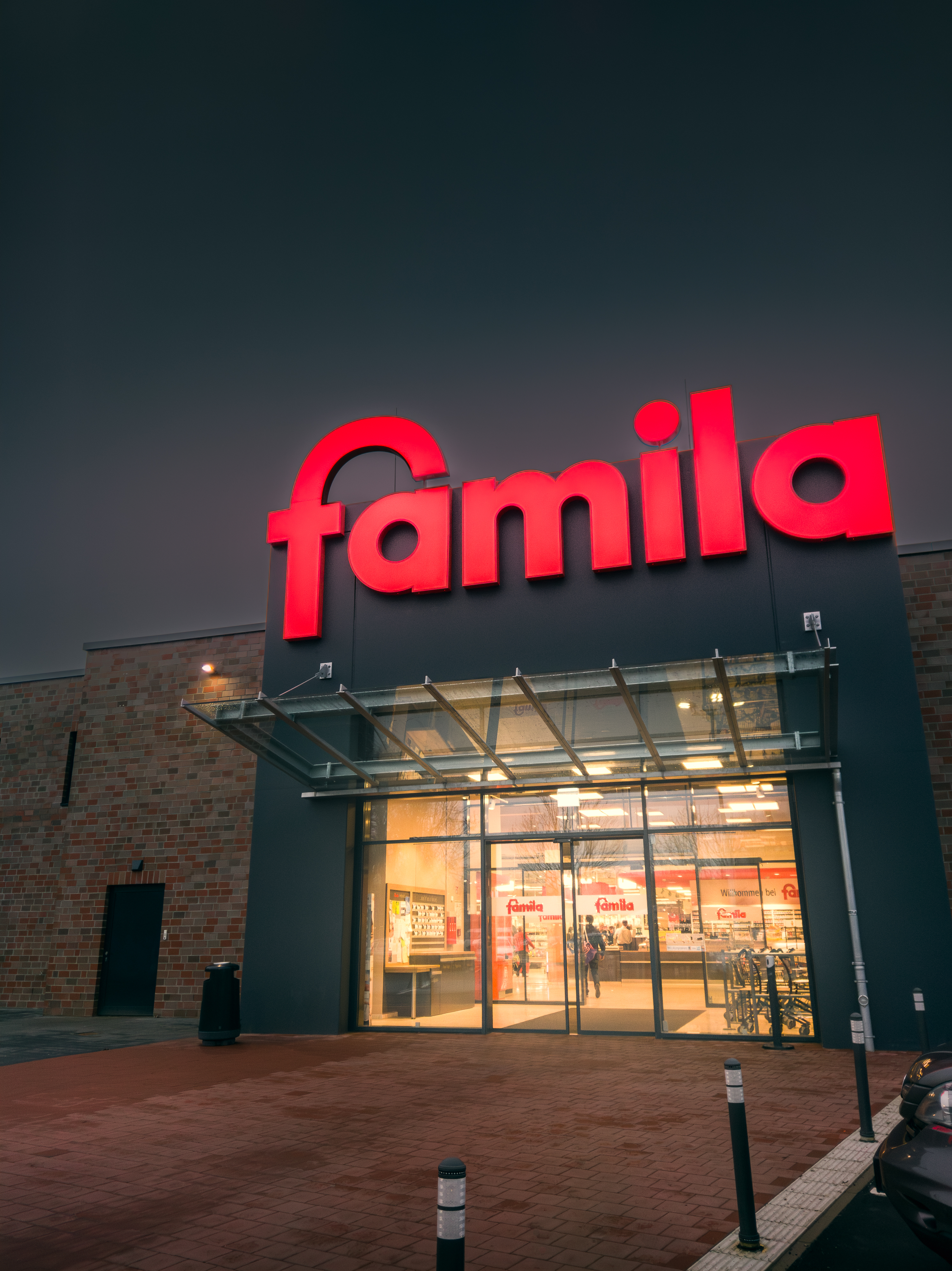
Un negozio famila in Germania

## Storia
Uno dei primi negozi a utilizzare il marchio famila aprì nel 1967 a Oldenburg in Germania.
Nel 1984 apre a Bolzano, in Via Galilei, il primo punto vendita italiano con il nome Ipermercato Famila, sostituito poi nei primi anni '90 da un Eurospar.
Nei primi anni '80 Famila accorpa e sostituisce l'insegna Combi presente in Italia, appartenente allo stesso gruppo tedesco e ancora oggi adottata in Germania per identificare i superstore del gruppo.
Nel 1993 viene inaugurato a Vicenza, presso il Centro Commerciale Palladio, il primo negozio ad insegna IperFamila (di circa 9 000 m² di vendita), bissato pochi mesi più tardi da un secondo punto vendita a San Bonifacio (VR).
Per identificare i negozi di importante metratura venne introdotta nel 2005 la nuova insegna Famila Superstore (anche questa un'esclusiva italiana, anche se il marchio veniva già usato negli anni '70 per gli ipermercati presenti nei Paesi Bassi), usata per i punti vendita sopra i 2 200 m² e fino a 3 500 m² (Oltre tale superficie assumono la denominazione IperFamila). Il primo negozio a sfoggiare questo marchio è quello di Crema, al quale poi se ne aggiungono altri, tra nuove aperture e ristrutturazioni di punti vendita esistenti.
A fine 2019 viene introdotta la nuova insegna "Famila Market", atta ad identificare i supermercati più piccoli di 1 500 mq, molti dei quali conversioni di pre-esistenti SUPER A&O.

### Dismissione da parte di alcuni associati
Con il passare degli anni, alcune imprese associate, per sottolineare il forte legame con il territorio, decidono di abbandonare il nome Iper Famila e di sostituirlo con un'insegna propria mantenendo la stessa organizzazione precedente. È questo il caso degli ipermercati EMISFERO IPERMERCATO della Unicomm S.r.l. e dei GALASSIA l'iperisparmio della Maxi Di S.r.l., pur rimanendo sempre all'interno del gruppo Famila e Selex e dipendendo interamente da esse sotto il punto di vista amministrativo.
A partire dal 2016 tutti i punti vendita della Liguria e del Piemonte, ad eccezione 4 nelle zone di Novara e Vercelli, vennero ridenominati dalla controllante piemontese Dimar spa in MERCATÒ local e MERCATò.

## Presenza in Italia
Famila è presente sul territorio italiano in quattro diversi formati: 
- Famila Market piccoli supermercati di quartiere (meno di 1 500 m² di superficie di vendita)
- Famila supermercati e supermercati integrati (1 500-2 000 m² di superficie di vendita)
- Famila Superstore (2 200-3 500 m²)
- IperFamila ipermercati (oltre 3 500 m²)

Nel 2020 la rete raggiunse i 235 negozi, mentre nel 2024 contava circa 300 punti vendita Famila presenti in 12 regioni. In particolare, nel 2024, i negozi italiani articolati in 4 formati erano: 154 negozi Famila, 85 Famila Superstore, 53 Famila Market e 8 Iper famila.
La provincia in cui l'insegna è maggiormente diffusa è Verona con 25 punti vendita, seguita da Forlì-Cesena con 24 supermercati, da Palermo con 13 punti vendita, quindi Mantova con 11 negozi, e Vicenza, Brescia e Modena con 10 punti vendita ciascuno.
In dettaglio la presenza di Famila nelle varie regioni italiane:
| Regione               | Numero di negozi |
| --------------------- | ---------------- |
| Calabria              | 2                |
| Campania              | 10               |
| Emilia-Romagna        | 62               |
| Friuli-Venezia Giulia | 6                |
| Lombardia             | 68               |
| Marche                | 11               |
| Molise                | 2                |
| Piemonte              | 7                |
| Puglia                | 28               |
| Sicilia               | 26               |
| Valle d'Aosta         | 2                |
| Veneto                | 71               |

## Sponsorizzazioni
Dal 1987 Famila sponsorizza la squadra femminile di pallacanestro Famila Schio. In passato, sostenne la squadra di pallavolo Chieri Volley. Dal 2004 al 2014 sostenne il Calcio Padova. Dal 2014 al 2016 sostenne l'Union Ripa La Fenadora, squadra della Provincia di Belluno, in Serie D. Nella stagione 2016-2017, sostenne il Nuovo Monselice Calcio. 
Per la stagione 2017-2018 era lo sponsor retro maglia del Vicenza Calcio, era inoltre il main sponsor del Paternò.
In Germania sponsorizza il Kiel, squadra della Bundesliga.